# Qué es el budismo
Qué es el budismo es un ensayo de Jorge Luis Borges, escrito en colaboración con Alicia Jurado. La Editorial Columba de Buenos Aires, en su Colección Esquemas, publicó este libro en  1976, siendo el número 118 de la serie. Esta editorial proponía a sus autores una aproximación divulgativa que respondiera de forma amena a la pregunta «Qué es».

## Origen de la obra
El origen de este texto se halla en la preparación de una serie de conferencias dictadas por Borges en el Colegio Libre de Estudios Superiores de Buenos Aires en 1950. La conferencia «Introducción al estudio del budismo», fue el más populoso de los cursos que dictó ese año con 191 inscriptos.
El autor habría aprovechado esos materiales, en principio destinados a la comunicación oral, modificándolos para darle forma de ensayo literario.
Escribe Alicia Jurado en una nota preliminar al texto: 

Pertenecen a Borges el plan general de la obra, basada en gran parte en las notas para las conferencias sobre el budismo que pronunció en el Colegio Libre de Estudios Superiores; el enfoque del tema según un criterio muy personal, que es el suyo, y el estilo inconfundible en que está redactada. A mí me tocaron las tareas de investigar y seleccionar material en textos más recientes, de aportar algunos datos y sugerir modificaciones menores y, por supuesto, de leer, escribir y preparar el manuscrito para la imprenta

Borges había conocido la figura de Buda Gautama muy precozmente, a la edad de siete años, cuando leyó con gran dificultad el poema de Sir Edwin Arnold, titulado The light of Asia, que le dio una idea general de la leyenda del Buda y le produjo una gran impresión, especialmente los últimos versos del poema.

## Estructura de la obra
La obra contiene las principales ideas de Jorge Luis Borges sobre Buddha y el budismo, Está compuesta por un análisis de la figura de Buddha (histórica y legendaria), las coincidencias entre la filosofía budista e hinduista Vedānta y Sāmkhya, los conceptos básicos de la doctrina (trasmigración, cosmogonía, Rueda de la ley,  Nirvana, ética), y las principales escuelas que derivaron de las enseñanzas budistas originarias ( Mahāyāna, lamaísmo, tantrismo y zen).

## Capítulos

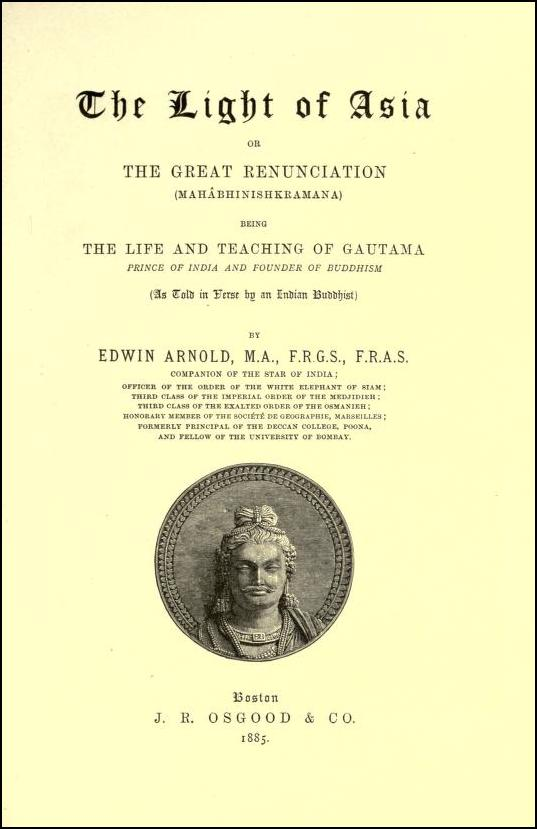
The Light of Asia. The Great Renunciation, 1879 de Edwin Arnold. Primer lectura sobre budismo de Borges en su infancia

La obra consta de doce capítulos:
- «El Buddha legendario»
- «El Buddha histórico»
- «Antecedentes del budismo»
- «Cosmología budista»
- «La transmigración»
- «Doctrinas budistas»
- «El Gran Vehículo»
- «El lamaísmo»
- «El budismo en la China»
- «El budismo tántrico»
- «El budismo Zen»
- «El budismo y la ética»